# Barberà de la Conca
Barberà de la Conca è un comune spagnolo di 416 abitanti situato nella comunità autonoma della Catalogna.